# William Dawson
William Ryan Dawson (Los Ángeles, 24 de agosto de 1927- Ann Arbor, 8 de marzo de 2020) fue un ornitólogo americano conocido por sus estudios comparativos sobres las aves de desierto y también de zonas no desérticas, pero estrechamente relacionadas con ellas en el sudoeste de los Estados Unidos, México, y Australia. En 1996 le fue concedido el  Premio a la Investigación Loye and Alden Miller de la Cooper Ornithological Society, el cual es concedido en reconocimiento a los logros de toda una vida en investigación en ornitología.